# Euxoa permunda
Euxoa permunda là một loài bướm đêm trong họ Noctuidae.